# Fuentesaúco (kommunhuvudort)
Fuentesaúco är en kommunhuvudort i Spanien.   Den ligger i provinsen Provincia de Zamora och regionen Kastilien och Leon, i den centrala delen av landet, 170 km nordväst om huvudstaden Madrid. Fuentesaúco ligger 804 meter över havet och antalet invånare är 1 879.
Terrängen runt Fuentesaúco är platt. Runt Fuentesaúco är det glesbefolkat, med 10 invånare per kvadratkilometer. Fuentesaúco är det största samhället i trakten. Trakten runt Fuentesaúco består till största delen av jordbruksmark.